# Cementerio de los Héroes de Kusumanegara
El Cementerio de los Héroes de Kusumanegara (en indonesio: Taman Makam Pahlawan Kusuma Negara) también conocido como («Cementerio de los Héroes de Semaki») es un cementerio situado en Yogyakarta, Indonesia. Alberga las tumbas de cinco Héroes Nacionales de Indonesia.
El cementerio está situado en la calle Kusumanegara en Semaki, Umbulharjo, Yogyakarta, Abarca 2,87 hectáreas (0,0287 km²; 0,0111 millas cuadradas) Y está rodeado tanto por un muro de hormigón como por una valla de hierro. Además de las tumbas, hay un monumento central, sala de reuniones, y un asta para la bandera. Una estatua del General Sudirman, enterrado en el cementerio, se encuentra al frente del cementerio frente a la calle 15 de julio.